# Municipio de Anderson (Iowa)
El municipio de Anderson (en inglés: Anderson Township) es un municipio ubicado en el condado de Mills en el estado estadounidense de Iowa. En el año 2010 tenía una población de 448 habitantes y una densidad poblacional de 3,21 personas por km².

## Geografía
El municipio de Anderson se encuentra ubicado en las coordenadas 41°6′31″N 95°28′24″O / 41.10861, -95.47333. Según la Oficina del Censo de los Estados Unidos, el municipio tiene una superficie total de 139.58 km², de la cual 139,17 km² corresponden a tierra firme y (0,29 %) 0,41 km² es agua.

## Demografía
Según el censo de 2010, había 448 personas residiendo en el municipio de Anderson. La densidad de población era de 3,21 hab./km². De los 448 habitantes, el municipio de Anderson estaba compuesto por el 99,55 % blancos, el 0,22 % eran asiáticos y el 0,22 % eran de una mezcla de razas. Del total de la población el 2,01 % eran hispanos o latinos de cualquier raza.